# Aleš Kodra
‎Aleš Kodra, slovenski veteran vojne za Slovenijo, * 13. december 1964.

## Odlikovanja in nagrade
Leta 1992 je prejel častni znak svobode Republike Slovenije z naslednjo utemeljitvijo: »za izjemne zasluge pri obrambi svobode in uveljavljanju suverenosti Republike Slovenije«; med vojno je bil hudo ranjen in postal invalid.